# Le Grand Coup de Max Keeble
 (avril 2015).
Si vous disposez d'ouvrages ou d'articles de référence ou si vous connaissez des sites web de qualité traitant du thème abordé ici, merci de compléter l'article en donnant les références utiles à sa vérifiabilité et en les liant à la section « Notes et références ».
Pour plus de détails, voir Fiche technique et Distribution.
Le Grand Coup de Max Keeble (titre original : Max Keeble's Big Move)  est un film américain réalisé par Tim Hill, sorti en 2001.

## Synopsis
Max Keeble est un livreur de journaux qui commence son premier jour de collège où il doit avoir affaire au directeur de l’école mégalomane corrompu, Elliot T. Jindrake, les brutes de l’école Troy McGinty et Dobbs et le méchant livreur de crème glacée. Max apprend également qu’un refuge pour animaux qu’il visite à côté de l’école est en train d’être fermé pour construire l’opulent stade de football de Jindrake.
Lorsque le père de Max, Donald, révèle qu’il déménage à Chicago pour son travail, Max se rend compte qu’il peut faire ce qu’il veut à ses bourreaux, ne faisant face à aucune conséquence parce qu’il sera parti d’ici là. Enrôlant ses amis parias, Robe et Megan, Max met en place une variété de farces, qui incluent traumatiser Troy en jouant la chanson thème principale de l’émission de télévision pour enfants MacGoogles the Highlander Frog (qui l’a effrayé quand il était enfant), puis le piéger dans le gymnase avec un porteur de costume MacGoogle. Il provoque ensuite une bagarre entre Dobbs et le méchant livreur de crème glacée en volant la bobine de liquide de refroidissement du camion de crème glacée et l’appareil portatif de Dobbs. Il ruine enfin les chances de Jindrake de devenir le successeur de l’actuel surintendant, Bobb Knebworth (un ancien élève qui était un joueur de football vedette pour l’école) en plantant des phéromones animales dans son spray respiratoire, provoquant une bagarre alimentaire dans la cafétéria en vue du surintendant Knebworth, et plus tard en sabotant ses annonces télévisées en plaçant une découpe en carton de Max se moquant de lui.
Une fois ses missions terminées, Max finit par abandonner la fête de départ de Robe et Megan en acceptant une invitation à une fête de milkshake organisée par son béguin Jenna, provoquant une brouille. Robe dit à Max ce que Megan ressent vraiment pour lui, puis s’éloigne en disant à Max qu’il espère qu’il appréciera sa nouvelle vie à Chicago. Max appelle alors la maison de Megan, disant à sa mère de lui faire savoir qu’il est désolé pour ce qui s’est passé. Prenant à cœur les conseils précédents de Max, Donald annonce qu’il a quitté son emploi et a lancé sa propre entreprise, ce qui signifie que Max ne bouge pas après tout. Max panique à cette nouvelle et apprend que d’autres élèves de son école souffrent à cause de ses actions.
Max confronte Jindrake, Troy et Dobbs une dernière fois, et avec l’aide d’autres élèves de son école, Max finit par vaincre Troy et Dobbs pour de bon en les jetant dans la benne à ordures avec l’aide de ses camarades de classe et empêche Jindrake de démolir le refuge pour animaux. Jindrake est licencié et fait face à des accusations criminelles pour avoir manipulé le budget de l’école pour construire son stade en raison du fait que Max a trompé Jindrake pour qu’il admette publiquement ses crimes plus tôt.
Le film se termine lorsque Max monte sur son vélo en livrant des journaux dans son quartier, et le méchant Ice Cream Man recommence à le poursuivre.

## Fiche technique
- Titre : Le Grand Coup de Max Keeble
- Titre original : Max Keeble's Big Move
- Réalisation : Tim Hill
- Scénario : David L. Watts, Jonathan Bernstein, Mark Blackwell, Mark Blackwell, James Greer
- Photographie : Arthur Albert
- Montage : Tony Lombardo, Peck Prior
- Musique : Michael Wandmacher
- Scénographie : Vincent Jefferds
- Direction artistique : Kelly Hannafin
- Costumes : Susan Matheson (en)
- Producteur : Russell Hollander, Mike Karz, Raymond Reed
- Société de production : Walt Disney Pictures, Karz Entertainment
- Pays de production :  États-Unis
- Format : Couleur — 35 mm — 1,85:1 — Son : Dolby Digital
- Genre :
- Durée : 86 minutes
- Dates de sortie : 
  - États-Unis : 5 octobre 2001
  - France : 15 novembre 2001

## Distribution
- Alex D. Linz (VQ : Émile Mailhiot) : Max Keeble
- Josh Peck (VQ : Xavier Morin-Lefort) : Robe
- Zena Grey (de) (VQ : Geneviève Déry) : Megan
- Larry Miller (VQ : Mario Desmarais) : Principal Elliot T. Jindrake
- Jamie Kennedy (VQ : François Godin) : le démon de la crème glacée
- Noel Fisher (VQ : Tristan Harvey) : Troy McGinty
- Orlando Brown (VQ : Hugolin Chevrette) : Dobbs
- Robert Carradine (VQ : Denis Roy) : Donald Keeble
- Nora Dunn (VQ : Johanne Léveillé) : Lily Keeble
- Brooke Anne Smith : Jenna
- Justin Berfield : Caption writer
- Tony Hawk : lui-même (cameo)
- Lil' Romeo : lui-même (cameo)
- Marcus Hopsin : Pizza parlor guy (cameo)
- Clifton Davis (VQ : Jacques Lavallée) : Superintendent Bobby "Crazy Legs" Knebworth
- Amy Hill (VQ : Mireille Thibault) : Ms. Phyllis Rangoon
- Amber Valletta (VQ : Nathalie Coupal) : Ms. Dingman
- Dennis Haskins : Mr. Kohls
- Chely Wright : Mrs. Styles (Homeroom Teacher)

Source et légende : Version québécoise (V.Q.) sur Doublage Québec.